# Alex Dujshebaev
Alex Dujshebaev Dovichevaeva (Santander, 17 december 1992) is een Spaans handballer die sinds 2017 speelt als rechteropbouwer voor Vive Tauron Kielce.